# 星舰笑传2
《星舰笑传2》（英語：Trekkies 2）是一部由罗杰·尼加导演的美国纪录片，主要讲述《星际旅行》系列的影迷活动，是《星舰笑传》的续集。2003年，《星舰笑传2》正式开拍，在《星际旅行：下一代》中饰演安全官塔莎·叶的丹尼丝·克劳斯比继续担当主持人。《星舰笑传2》剧组飞往世界各地的星际旅行影迷会采访影迷，包括意大利、法国、英国、塞尔维亚和美国本土。